# Leïla (film)
Ne doit pas être confondu avec Leila (film).
Pour les articles homonymes, voir Leila.
Pour plus de détails, voir Fiche technique et Distribution.
Leïla est un film danois réalisé par Gabriel Axel et sorti en 2001.

## Synopsis
Une adolescente marocaine de 16 ans tombe amoureuse d'un touriste danois, mais sa famille s'oppose à cette relation.

## Fiche technique
- Réalisation : Gabriel Axel
- Scénario : Gabriel Axel
- Musique : Younes Megri
- Image : Morten Bruus
- Costumes : Françoise Nicolet
- Montage : Grete Møldrup
- Dates de sortie : 
  - Danemark : 17 août 2001
  - France : 26 février 2003

## Distribution
- Mélanie Doutey : Leïla
- Arnaud Binard : Nils
- Malika El-Omari : Moona
- Azeddine Bouayad : Brahim
- Michel Bouquet : narrateur